# Sonab
Sonab var en svensk hi-fi fabrikant, som fremstillede højttalere, forstærkere, grammofoner, receivere, kassettebåndoptagere og kassettebånd.  

## Historie, principper og produkter
Sonab blev grundlagt i 1966 af den svenske ingeniør Stig Carlsson (1925 -1997). Carlsson stod selv for konstruktionen af Sonab's højttalere. Ved konstruktionen lagde han særlig vægt på følgende principper:
- Reflekteret lyd fra loft og væg er med til at skabe stereo-oplevelsen (de fleste Sonab modeller har højttaler-enhederne siddende på oversiden for at mest mulig lyd skal reflekteres i vægge og loft).
- En højttaler skal yde sit bedste i en almindelig dagligstue.

Den mest populære model var Sonab OA-5, som blev solgt i mere end 100.000 eksemplarer. Topmodellen var OA-2212, som blev betegnet som "verdens bedste højttaler" af Ljudtekniska Sällskapet i Sverige .
Til trods for højttalernes popularitet gik Sonab konkurs i 1978. Stig Carlsson fik siden da 
produceret højttalere på en lille fabrik i Skillingaryd og disse blev solgt under varemærket Carlsson.

## Uautoriseret brug af varemærket
I midten af 1990'erne blev en række billige højttalere fra fjernøsten solgt under navnene Sonab og Carlsson. Disse højttalere havde dog intet med Stig Carlsson at gøre. Efter en retssag i 1996 genvandt han eneretten til brug af varemærkerne Sonab og Carlsson .

## Henvisning
1. ↑  "CarlssonPlanet.com • Sonab OA-2212". Arkiveret fra originalen 14. maj 2008. Hentet 28. august 2008.
2. ↑  "CarlssonPlanet.com • History of the Carlsson loudpeakers". Arkiveret fra originalen 1. juni 2008. Hentet 28. august 2008.